# Ischnocalanus plumulosus
Ischnocalanus plumulosus är en kräftdjursart som först beskrevs av Claus 1863.  Ischnocalanus plumulosus ingår i släktet Ischnocalanus och familjen Paracalanidae. Inga underarter finns listade i Catalogue of Life.